# 마우루 조브 폰치스 주니오르
마우루 조브 폰치스 주니오르(포르투갈어: Mauro Job Pontes Júnior, 1989년 12월 10일 ~ )는 보통 마우리뉴로 불리는 브라질의 축구 선수이다. K리그 등록명은 마우링요다.